# Чемпіонат України з фігурного катання на ковзанах

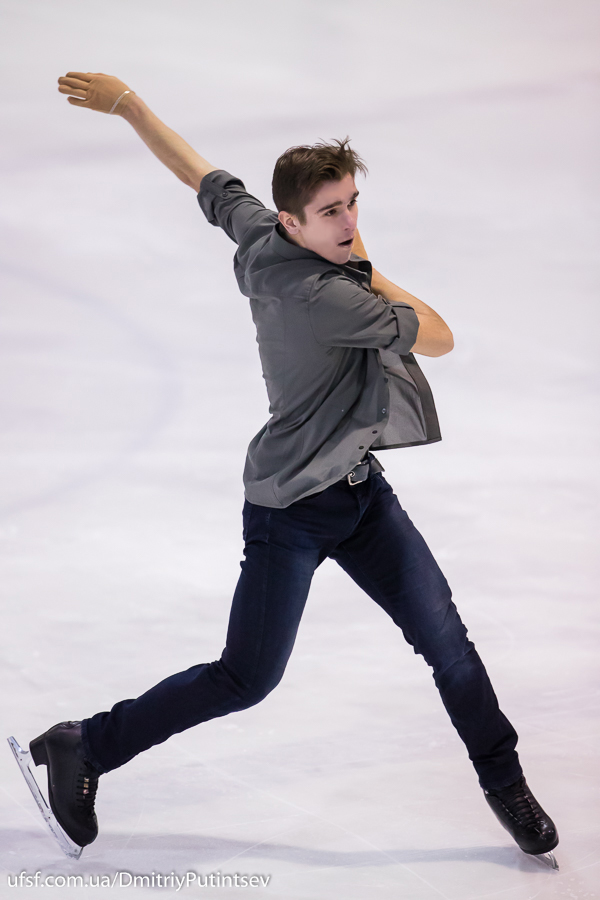
Іван Павлов на чемпіонаті України з фігурного катання 2017 року

Чемпіонат України з фігурного катання — щорічне змагання з фігурного катання серед українських фігуристів, яке організовується Українською федерацією фігурного катання на ковзанах. Спортсмени змагаються у чоловічому і жіночому одиночному катанні, парному фігурному катанні і у спортивних танцях на льоду.
З урахуванням результатів чемпіонату України формується збірна команда країни для участі у чемпіонатах Європи та чемпіонатах світу під егідою Міжнародного союзу ковзанярів.
Чемпіонат України проводиться щорічно з 1993 року.

## Медалісти серед дорослих

### Чоловіки
| Медалісти у чоловічому одиночному катанні | Медалісти у чоловічому одиночному катанні | Медалісти у чоловічому одиночному катанні | Медалісти у чоловічому одиночному катанні | Медалісти у чоловічому одиночному катанні |
| ----------------------------------------- | ----------------------------------------- | ----------------------------------------- | ----------------------------------------- | ----------------------------------------- |
| Рік                                       | Місце проведення                          | Золото                                    | Срібло                                    | Бронза                                    |
| 1993                                      | Одеса                                     | Дмитро Дмитренко                          | В'ячеслав Загороднюк                      |                                           |
| 1994                                      | Київ                                      | Віктор Петренко                           | Дмитро Дмитренко                          | Василь Єременко                           |
| 1995                                      | Київ                                      | В'ячеслав Загороднюк                      | Василь Єременко                           | Дмитро Дмитренко                          |
| 1996                                      | Київ                                      | В'ячеслав Загороднюк                      | Дмитро Дмитренко                          | Євген Плюта                               |
| 1997                                      | Одеса                                     | В'ячеслав Загороднюк                      | Євген Плюта                               | Дмитро Дмитренко                          |
| 1998                                      | Київ                                      | В'ячеслав Загороднюк                      | Дмитро Дмитренко                          | Євген Плюта                               |
| 1999                                      | Київ                                      | Віталій Данильченко                       | Євген Плюта                               | Дмитро Дмитренко                          |
| 2000                                      | Київ                                      | Віталій Данильченко                       | Дмитро Дмитренко                          | Константин Тупиков                        |
| 2001                                      | Київ                                      | Дмитро Дмитренко                          | Віталій Данильченко                       | Константин Тупиков                        |
| 2002                                      | Київ                                      | Віталій Данильченко                       | Дмитро Дмитренко                          | Антон Ковалевський                        |
| 2003                                      | Київ                                      | Константин Тупиков                        | Антон Ковалевський                        | Олексій Чумак                             |
| 2004                                      | Київ                                      | Віталій Данильченко                       | Антон Ковалевський                        | Микола Бондар                             |
| 2005                                      | Київ                                      | Віталій Данильченко                       | Константин Тупиков                        | Антон Ковалевський                        |
| 2006                                      | Київ                                      | Антон Ковалевський                        | Віталій Данильченко                       | Віталій Сазонец                           |
| 2007                                      | Київ                                      | Антон Ковалевський                        | Олексій Быченко                           | Микола Бондар                             |
| 2008                                      | Київ                                      | Віталій Сазонец                           | Олексій Биченко                           | Микола Бондар                             |
| 2009                                      | Київ                                      | Антон Ковалевський                        | Віталій Сазонец                           | Микола Бондар                             |
| 2010                                      | Дніпропетровськ                           | Антон Ковалевський                        | Віталій Сазонец                           | Олексій Биченко                           |
| 2011                                      | Київ                                      | Антон Ковалевський                        | Станіслав Перцов                          | Дмитро Ігнатенко                          |
| 2012                                      | Київ                                      | Станіслав Перцов                          | Дмитро Ігнатенко                          | Яків Годорожа                             |
| 2013                                      | Київ                                      | Яків Годорожа                             | Дмитро Ігнатенко                          | Ігор Резниченко                           |
| 2014                                      | Київ                                      | Яків Годорожа                             | Ігор Резниченко                           | Іван Павлов                               |
| 2015                                      | Київ                                      | Ярослав Паніот                            | Іван Павлов                               | Михайло Медуниця                          |
| 2016                                      | Київ                                      | Іван Павлов                               | Ярослав Паніот                            | Михайло Медуниця                          |
| 2017                                      | Київ                                      | Іван Павлов                               | Ярослав Паніот                            | Іван Шмуратко                             |
| 2018                                      | Київ                                      | Ярослав Паніот                            | Іван Павлов                               | Іван Шмуратко                             |
| 2019                                      | Київ                                      | Іван Шмуратко                             | Андрій Кокура                             | Михайло Лейба                             |
| 2020                                      | Київ                                      | Іван Шмуратко                             | Кирило Лишенко                            | Андрій Кокура                             |
| 2021                                      | Київ                                      | Іван Шмуратко                             | Кирило Лишенко                            | Федір Куліш                               |
| 2022                                      | Київ                                      | Іван Шмуратко                             | Гліб Смотров                              | Кирило Марсак                             |
| 2023                                      | Богуслав                                  | Кирило Марсак                             | Гліб Смотров                              | Сергій Соколов                            |
| 2024                                      | Богуслав                                  | Кирило Марсак                             | Іван Шмуратко                             | Вадим Новіков                             |

### Жінки
| Медалісти у жіночому одиночному катанні | Медалісти у жіночому одиночному катанні | Медалісти у жіночому одиночному катанні | Медалісти у жіночому одиночному катанні | Медалісти у жіночому одиночному катанні |
| --------------------------------------- | --------------------------------------- | --------------------------------------- | --------------------------------------- | --------------------------------------- |
| Рік                                     | Місце проведення                        | Золото                                  | Срібло                                  | Бронза                                  |
| 1993                                    | Одеса                                   | Оксана Баюл                             | Людмила Іванова                         |                                         |
| 1994                                    | Київ                                    | Оксана Баюл                             | Олена Ляшенко                           | Людмила Іванова                         |
| 1995                                    | Київ                                    | Юлія Лавренчук                          | Олена Ляшенко                           |                                         |
| 1996                                    | Київ                                    | Олена Ляшенко                           | Людмила Іванова                         | Юлія Лавренчук                          |
| 1997                                    | Одеса                                   | Юлія Лавренчук                          | Олена Ляшенко                           | Ганна Нещерет                           |
| 1998                                    | Київ                                    | Олена Ляшенко                           | Юлія Лавренчук                          | Галина Маняченко                        |
| 1999                                    | Київ                                    | Олена Ляшенко                           | Юлія Лавренчук                          |                                         |
| 2000                                    | Київ                                    | Галина Маняченко                        | Олена Ляшенко                           |                                         |
| 2001                                    | Київ                                    | Олена Ляшенко                           | Світлана Пилипенко                      | Ірина Лук'яненко                        |
| 2002                                    | Київ                                    | Галина Маняченко                        | Олена Ляшенко                           | Світлана Пилипенко                      |
| 2003                                    | Київ                                    | Олена Ляшенко                           | Галина Маняченко                        | Світлана Пилипенко                      |
| 2004                                    | Київ                                    | Галина Маняченко                        | Ольга Орлова                            | Ірина Лук'яненко                        |
| 2005                                    | Київ                                    | Олена Ляшенко                           | Катерина Пройда                         | Ірина Лук'яненко                        |
| 2006                                    | Київ                                    | Олена Ляшенко                           | Аліса Киреєва                           | Ірина Мовчан                            |
| 2007                                    | Київ                                    | Елеонора Винниченко                     | Ірина Мовчан                            | Анастасія Листопад                      |
| 2008                                    | Київ                                    | Елеонора Винниченко                     | Катерина Пройда                         | Анастасія Листопад                      |
| 2009                                    | Київ                                    | Ірина Мовчан                            | Елеонора Винниченко                     | Анастасія Листопад                      |
| 2010                                    | Дніпропетровськ                         | Наталія Попова                          | Ірина Мовчан                            | Анастасія Кононенко                     |
| 2011                                    | Київ                                    | Ірина Мовчан                            | Анастасія Кононенко                     | Поліна Огарева                          |
| 2012                                    | Київ                                    | Наталія Попова                          | Аліна Мілевська                         | Анастасія Кононенко                     |
| 2013                                    | Київ                                    | Наталія Попова                          | Аліна Мілевська                         | Ганна Хниченкова                        |
| 2014                                    | Київ                                    | Наталія Попова                          | Аліна Мілевська                         | Ганна Хниченкова                        |
| 2015                                    | Київ                                    | Наталія Попова                          | Ганна Хниченкова                        | Алина Белецкая                          |
| 2016                                    | Київ                                    | Анастасія Гожва                         | Ганна Хниченкова                        | Дар'я Гожва                             |
| 2017                                    | Київ                                    | Ганна Хниченкова                        | Анастасія Гожва                         | Дар'я Гожва                             |
| 2018                                    | Київ                                    | Анастасія Архипова                      | Ганна Хниченкова                        | Анастасія Гожва                         |
| 2019                                    | Київ                                    | Анастасія Архипова                      | Ганна Іванченко                         | Марина Жданович                         |
| 2020                                    | Київ                                    | Анастасія Шаботова                      | Таїсія Спесивцева                       | Анастасія Гожва                         |
| 2021                                    | Київ                                    | Анастасія Шаботова                      | Таїсія Спесивцева                       | Марія Андрійчук                         |
| 2022                                    | Київ                                    | Анастасія Шаботова                      | Анастасія Гожва                         | Анастасія Архипова                      |
| 2023                                    | Богуслав                                | Анастасія Гожва                         | Таїсія Спесивцева                       | Єлизавета Бабенко                       |
| 2024                                    | Богуслав                                | Анастасія Гожва                         | Тетяна Фірсова                          | Єлизавета Бабенко                       |

### Пари
| Медалісти у парному катанні | Медалісти у парному катанні | Медалісти у парному катанні            | Медалісти у парному катанні             | Медалісти у парному катанні               |                         |
| --------------------------- | --------------------------- | -------------------------------------- | --------------------------------------- | ----------------------------------------- | ----------------------- |
| Рік                         | Місце                       | Золото                                 | Срібло                                  | Бронза                                    |                         |
| 1993                        | Одесса                      | Світлана Пристав / В'ячеслав Ткаченко  | не було інших учасників                 | не було інших учасників                   |                         |
| 1994                        | Київ                        | Олена Белоусовська / Ігор Маляр        | Світлана Пристав / В'ячеслав Ткаченко   | не було інших учасників                   |                         |
| 1995                        |                             | Олена Белоусовська / Сергій Поталов    | Лілія Машковська / Ігор Маляр           | не було інших учасників                   |                         |
| 1996                        |                             | Євгенія Філоненко / Ігор Марченко      | не було інших учасників                 | не було інших учасників                   |                         |
| 1997                        |                             | Олена Белоусовська / Станислав Морозов | Євгенія Філоненко / Ігор Марченко       | Юлія Обертас / Дмитро Паламарчук          |                         |
| 1998                        |                             | Євгенія Філоненко / Ігор Марченко      | Юлія Обертас / Дмитро Паламарчук        | не було інших учасників                   |                         |
| 1999                        |                             | Юлія Обертас / Дмитро Паламарчук       | Альона Савченко / Станислав Морозов     | Тетяна Чуваєва / В'ячеслав Чилий          |                         |
| 2000                        | Київ                        | Альона Савченко / Станислав Морозов    | Юлія Обертас / Дмитро Паламарчук        | не було інших учасників                   |                         |
| 2001                        | Київ                        | Альона Савченко / Станислав Морозов    | Вікторія Максюта, Віталій Дубина        | Тетяна Чуваєва/Дмитро Паламарчук          |                         |
| 2002                        |                             | Тетяна Чуваєва / Дмитро Паламарчук     | Вікторія Максюта / Віталій Дубина       | не було інших учасників                   |                         |
| 2003                        | Київ                        | Тетяна Чуваєва / Дмитро Паламарчук     | Тетяна Волосожар / Петро Харченко       | Юлія Белоглазова / Андрій Бех             |                         |
| 2004                        | Київ                        | Тетяна Волосожар / Петро Харченко      | Юлія Белоглазова / Андрій Бех           | Дарина Безкоров'яна / Богдан Березенко    |                         |
| 2005                        | Київ                        | Тетяна Волосожар / Станислав Морозов   | Юлія Белоглазова / Андрій Бех           | Аліна Діхтяр / Пилип Залевський           |                         |
| 2006                        | Київ                        | Юлія Белоглазова / Андрій Бех          | Аліна Діхтяр / Пилип Залевський         | Олександра Тетенко / Дмитро Паламарчук    |                         |
| 2007                        | Київ                        | Тетяна Волосожар / Станислав Морозов   | Юлія Белоглазова / Андрій Бех           | не було інших учасників                   |                         |
| 2008                        | Київ                        | Тетяна Волосожар / Станислав Морозов   | Катерина Костенко / Роман Талан         | Вікторія Кучеренко / Андрій Бех           |                         |
| 2009                        | Київ                        | Катерина Костенко / Роман Талан        | Ганна Хниченкова / Сергій Кульбач       | Катерина Мельник / Сергій Дейнега         |                         |
| 2010                        | Дніпропетровськ             | Тетяна Волосожар / Станислав Морозов   | Катерина Костенко / Роман Талан         | Юлія Лаврентьєва / Юрій Рудик             |                         |
| 2011                        | Київ                        | Юлія Лаврентьєва / Юрій Рудик          | Олександра Горова / Костянтин Медовиков | Єлизавета Усманцева / Ілан Анчиполовський |                         |
| 2011/2012                   | Київ                        | Юлія Лаврентьєва / Юрій Рудик          | Єлизавета Усманцева / Владислав Лисой   | не було інших учасників                   |                         |
| 2012/2013                   | Київ                        | Єлизавета Усманцева / Сергій Кульбач   | Олександра Горова / Сергій Дейнега      | не було інших учасників                   |                         |
| 2013/2014                   | Київ                        | Юлія Лаврентьєва / Юрій Рудик          | Єлизавета Усманцева / Роман Талан       | не було інших учасників                   |                         |
| 2014/2015                   | Київ                        | Рената Оганесян / Марк Бардей          | не було інших учасників                 | не було інших учасників                   |                         |
| 2016                        | Київ                        | Рената Оганесян / Марк Бардей          | Анастасія Побіженко / Дмитро Шарпар     | не було інших учасників                   | не було інших учасників |
| 2017                        | Київ                        | Рената Оганесян / Марк Бардей          | не було інших учасників                 | не було інших учасників                   |                         |
| 2018                        | Київ                        | Софія Нестерова / Артем Даренський     | не було інших учасників                 | не було інших учасників                   |                         |
| 2019                        | Київ                        | Софія Нестерова / Артем Даренський     | Віолетта Бичкова / Іван Хобта           | Софія Голіченко / Іван Павлов             |                         |
| 2020                        | Київ                        | Катерина Дзицюк / Іван Павлов          | Віолетта Бичкова / Іван Хобта           | Софія Нестерова / Артем Даренський        |                         |

### Танці
| Медалісти у танцях на льоду | Медалісти у танцях на льоду | Медалісти у танцях на льоду            | Медалісти у танцях на льоду             | Медалісти у танцях на льоду          |
| --------------------------- | --------------------------- | -------------------------------------- | --------------------------------------- | ------------------------------------ |
| Рік                         | Місце                       | Золото                                 | Срібло                                  | Бронза                               |
| 1993                        | Одесса                      | Ірина Романова / Ігор Ярошенко         | Олена Грушина / Руслан Гончаров         | не було інших учасників              |
| 1994                        | Київ                        | Ірина Романова / Ігор Ярошенко         | Світлана Чернікова / Олександр Сосненко | Олена Грушина / Руслан Гончаров      |
| 1995                        |                             | Олена Грушина / Руслан Гончаров        | не було інших учасників                 | не було інших учасників              |
| 1996                        |                             | Ірина Романова / Ігор Ярошенко         | Наталія Гудина / Віталій Куркудим       | Олена Грушина / Руслан Гончаров      |
| 1997                        |                             | Ірина Романова / Ігор Ярошенко         | Олена Грушина / Руслан Гончаров         | Наталія Гудина / Віталій Куркудим    |
| 1998                        |                             | Ірина Романова / Ігор Ярошенко         | Олена Грушина / Руслан Гончаров         | не було інших учасників              |
| 1999                        |                             | Олена Грушина / Руслан Гончаров        | Христина Кобаладзе / Олег Войко         | Тетяна Куркудим / Юрій Кочерженко    |
| 2000                        | Київ                        | Христина Кобаладзе / Олег Войко        | Вікторія Ползикіна / Олександр Шакалов  | Алла Бекназарова / Юрій Кочерженко   |
| 2001                        | Київ                        | Алла Бекназарова, Юрій Кочерженко      | Вікторія Ползикіна / Олександр Шакалов  | Юлія Головіна / Олег Войко           |
| 2002                        |                             | Олена Грушина / Руслан Гончаров        | Юлія Головіна / Олег Войко              | Юлія Григоренко / Олександр Шакалов  |
| 2003                        | Київ                        | Юлія Головіна / Олег Войко             | Мар'яна Козлова / Сергій Баранов        | Алла Бекназарова / Юрій Кочерженко   |
| 2004                        | Київ                        | Олена Грушина / Руслан Гончаров        | Юлія Головіна / Олег Войко              | Маріана Козлова / Сергій Баранов     |
| 2005                        | Київ                        | Олена Грушина / Руслан Гончаров        | Юлія Головіна / Олег Войко              | Алла Бекназарова, Володимир Зуєв     |
| 2006                        | Київ                        | Олена Грушина / Руслан Гончаров        | Юлія Головіна / Олег Войко              | Ганна Задорожнюк / Сергій Вербилло   |
| 2007                        | Київ                        | Алла Бекназарова / Володимир Зуєв      | Ганна Задорожнюк / Сергій Вербилло      | Аліна Саприкіна / Павло Химич        |
| 2008                        | Київ                        | Алла Бекназарова / Володимир Зуєв      | Ганна Задорожнюк / Сергій Вербилло      | Аліна Саприкіна / Павло Химич        |
| 2009                        | Київ                        | Ганна Задорожнюк / Сергій Вербилло     | Алла Бекназарова / Володимир Зуєв       | Надія Фроленкова / Михайло Касало    |
| 2010                        | Дніпропетровський           | Ганна Задорожнюк / Сергій Вербилло     | Алла Бекназарова / Володимир Зуєв       | Надія Фроленкова / Михайло Касало    |
| 2011                        | Київ                        | Шивон Гікін-Кенеді / Олександр Шакалов | Надія Фроленкова / Михайло Касало       | Ірина Бабченко / Віталій Никифоров   |
| 2011/2012                   | Київ                        | Шивон Гікін-Кенеді / Дмитро Дунь       | Надія Фроленкова / Михайло Касало       | Ірина Бабченко / Віталій Никифоров   |
| 2012/2013                   | Київ                        | Шивон Гікін-Кенеді / Дмитро Дунь       | Надія Фроленкова / Віталій Никифоров    | Дарина Коротицька / Максим Сподирев  |
| 2013/2014                   | Київ                        | Шивон Гікін-Кенеді / Дмитро Дунь       | Надія Фроленкова / Віталій Никифоров    | Лоліта Єрмак / Олексій Шумський      |
| 2014/2015                   | Київ                        | Олександра Назарова / Максим Нікітін   | Лоліта Єрмак / Олексій Шумський         | Валерія Гайструк / Олексій Олійник   |
| 2016                        | Київ                        | Валерія Гайструк / Олексій Олійник     | Анжеліка Юрченко / Володимир Бєліков    | Марія Голубцова / Кирило Бєлобров    |
| 2017                        | Київ                        | Олександра Назарова / Максим Нікітін   | Дар'я Попова / Володимир Бєліков        | Юлія Жата / Ян Луковський            |
| 2018                        | Київ                        | Олександра Назарова / Максим Нікітін   | Дар'я Попова / Володимир Бєліков        | Юлія Жата / Ян Луковський            |
| 2019                        | Київ                        | Дар'я Попова / Володимир Бєліков       | Юлія Жата / Ян Луковський               | Аліса Лупашко / Владислав Хоменський |
| 2020                        | Київ                        | Олександра Назарова / Максим Нікітін   | Дар'я Попова / Володимир Бєліков        | Марія Голубцова / Кирило Белобров    |